# Acacia parviceps
Acacia parviceps é uma espécie de leguminosa do gênero Acacia, pertencente à família Fabaceae.